# سيلفيا غورس
سيلفيا غورس (بالإنجليزية: Silvia Görres)‏ (11 سبتمبر 1925 - 14 يناير 2015) كانت طبيبة نفسية ومؤلفة ألمانية. في عام 1967 أصبحت منخرطة كمتطوعة في Lebenshilfe München، وهي منظمة خيرية إقليمية (ووطنية) معنية بالصحة العقلية. اعتبارًا من عام 1971، أصبحت رئيسة المجلس التنفيذي البافاري للمنظمة، حيث دعمت بنجاح عددًا من المشاريع والمبادرات العملية لتحسين جودة حياة للأشخاص المعاقين ذهنيًا.

## نبذة ذاتية
ولدت سيلفيا ريجينا فولكارت في شتوتغارت، وهي الطفلة الثالثة المسجلة لهانس فولكارت، وهو مهندس معماري وأستاذ جامعي، وزوجته كاثي فولكارت-شلاغر، ملحنة. بين عامي 1944 و1949 التحقت بجامعة توبنغن حيث درست الفلسفة وعلم النفس والتربية. وبين عامي 1949 و1952، أكملت تدريبها في التحليل النفسي مع ألكسندر ميتشرليتش في معهد الطب النَّفْسَجِسْمِيّ والعلاج النفسي في هايدلبرغ. كانت على استعداد بعد ذلك لبدء ممارسة العلاج النفسي الخاص بها، وهو ما فعلته في عام 1953، واستمرت في علاج المرضى حتى عام 1990 تقريبًا.
في عام 1950، تزوجت سيلفيا فولكارت من المحلل النفسي والمعالج النفسي ألبرت غوريس، الذي كان واحدًا من عدة أعضاء أصغر سناً في المهنة مرتبطين ارتباطًا وثيقًا بألكسندر ميتشرليتش في هايدلبرغ. أسفر الزواج عن سبعة أطفال مسجلين، أصيب اثنان منهم بمتلازمة داون.

## الجوائز والتكريم
لم يمر العمل التطوعي الذي حققته سيلفيا غوريس بدون اعتراف، فقد حصلت على عدة جوائز، منها:
- 1975: وسام الاستحقاق البافاري.[6][7]
- 2003: وسام الأب روبرت ماير.[8]
- 2008: وسام الاستحقاق من جمهورية ألمانيا الاتحادية "am Bande".